# Маяк Айл-о-Хоу
Маяк Айл-о-Хоу (англ. Isle au Haut Light), также известный как маяк Робинсон-Пойнт (англ. Robinson Point Light) — маяк, расположенный в городе Айл-о-Хоу, округ Нокс, штат Мэн, США. Построен в 1907 году. Автоматизирован в 1934 году.

## Название
Маяк находится на острове Айл-о-Хоу в границах одноимённого города. Название острову дал французский исследователь Самюэль де Шамплен (на французском оно означает «высокий остров»). После того, как эта территория перешла англичанам, они не стали менять название, но читали его на английский манер, и таким образом получилось его современное произношение. Второе название маяка — маяк Робинсон-Пойнт — происходит от названия мыса, на котором он расположен. Сам же мыс Робинсон-Пойнт назван так в честь владельца, у которого эту землю приобрели под строительство маяка.

## История
23 июня 1906 года Конгресс США выделил 14 000$ на строительство маяка на острове Айл-о-Хоу. 30 декабря 1907 года строительство было завершено. Маяк представлял собой цилиндрическую башню высотой 12 метров из гранита в нижней её части и кирпича в верхней части с линзой Френеля на вершине, соединённую переходом с двухэтажным домом смотрителя, выполненным в Викторианском стиле. Также комплекс зданий включал в себя хозяйственную постройку, эллинг и небольшую котельную. Маяк был автоматизирован Береговой охраной США в 1934 году, после чего дом смотрителя и другие постройки перестали быть необходимыми для функционирования маяка. В итоге правительство продало все постройки, кроме самой башни, причем покупатели оказались из той же семьи, что продала землю для строительства маяка — семьи Робинсонов. Семья Робинсонов продала дом смотрителя и другие постройки в 1986 году, и новые владельцы устроили в нём гостиницу.
В 1988 году маяк был включён в Национальный реестр исторических мест. В 1998 году в рамках программы «Маяки штата Мэн» город Айл-о-Хоу получил от Береговой охраны США все права на башню маяка, и в 1999 году она была отреставрирована. В настоящее время маяк работает на солнечной энергии.